# (4094) Aoshima
(4094) Aoshima es un asteroide perteneciente al cinturón de asteroides, descubierto el 26 de agosto de 1987 por Minoru Kizawa y el también astrónomo Watari Kakei desde el Shizuoka Observatory, Shizuoka, Japón.

## Designación y nombre
Designado provisionalmente como 1987 QC. Fue nombrado Aoshima en honor al astrónomo japonés Masaki Aoshima.